# 프레티가우
프레티가우(Prättigau)는 스위스 그라우뷘덴주에 있는 지역으로, 란트콰르트강의 주요 계곡과 옆 강 및 개울의 계곡으로 구성된 지리적 지역이다. 같은 이름의 마을에 있는 알파인 라인 계곡으로 흘러가는 란트콰르트강은 클로스터스의 스키 리조트가 있는 위쪽 끝에 있다.
란트콰르트는 그라우뷘덴주의 주도인 쿠어 바로 북쪽에 있는 알파인 라인의 평평한 바닥 계곡에 철도 교차점이 있는 마을이다.
프레티가우는 내리막과 크로스컨트리 스키, 터보건, 하이킹을 포함한 겨울과 여름 활동을 위한 관광지이다.
전통적으로 프레티가우의 마을은 목재 산업에 의존했지만, 관광 수입이 대부분을 대체했다.
역사적인 미국인 반 리어(Van Leer) 가문은 스위스 기록 보관소를 통해 이 지역의 혈통을 주장한다.